# Liège Trilogiport
 (septembre 2014).

Liège Trilogiport est une infrastructure multimodale le long du canal Albert développée par le port autonome de Liège afin de participer au redéploiement économique de la région liégeoise.

## Historique
Face à l'accroissement des transports internationaux conteneurisés et à la probable saturation du port d'Anvers, une zone logistique est réalisée au nord de l'agglomération liégeoise, en lien direct avec le port d'Anvers. Le projet est développé par le port autonome de Liège afin de participer au redéploiement économique de la région liégeoise. 

## Infrastructure et situation géographique
Cette plateforme logistique multimodale (fleuve, rail, route) d'une superficie de 100 ha (dont 83 ha commercialisables) est située le long du canal Albert (sur la commune d'Hermalle-sous-Argenteau). Le projet Liège Trilogiport est soutenu par les communes avoisinantes (Visé, Herstal et Oupeye) ainsi que par des acteurs économiques liégeois[réf. nécessaire].
Liège Trilogiport est situé à 14 heures de navigation du port d'Anvers, 24 heures de navigation du port de Rotterdam et 48 heures de navigation du port de Dunkerque. La plate-forme se trouve au carrefour d'un important réseau autoroutier et ferroviaire. Elle permet ainsi un accès rapide et facile à Paris (3h30), Aix-la-Chapelle (30 min), Anvers (1h15), Bruxelles (1h), Cologne (1h15) et Maastricht (15 min).

## Financement
Le financement de la plateforme est assuré par des fonds publics à hauteur de 43 636 366 €. Ce montant se divise en trois volets financés par des organismes distincts :
- La construction de la plateforme elle-même pour un montant de 20 519 000 €, dont 80 % dans le cadre du plan Marshall[2] (Actions prioritaires pour le développement de la Wallonie) et 20 % à charge du Port Autonome de Liège

- La réalisation des infrastructures nécessaires au fonctionnement du Port pour un montant de 22 405 000 € financé par le fonds FEDER 2007-2013

- La réalisation des études d'aménagement pour un montant de 712 366 € financé par le fond FEDER 2000-2006

Le développement de « Liège Trilogiport » est assuré par un groupement d'intérêt économique (GIE) entre le port autonome de Liège, le port d'Anvers et la Spi+ (société intercommunale de développement économique de la Province de Liège). En juillet 2008, une partie des terrains disponibles ont été mis en concession : le terminal à conteneurs (15 ha) a été attribué à un consortium composé de  Manuport Group & Waiter Container Terminal.

## Délais
(19 mai 2019).
Selon le planning défini par Liège Trilogiport, la plateforme devrait être pleinement opérationnelle fin 2015 :
- Février 2013 : mise en adjudication des travaux
- 28 juin 2013 : début des travaux d’aménagement de la plate-forme multimodale et de ses accès routier et ferroviaire
- Octobre 2013 : construction du pont nord
- Juin 2014 : fin des travaux d'aménagement de la plate-forme
- Début 2015 : début des constructions des halls logistiques (zone logistique)
- Octobre 2015 : fin des travaux du pont et démarrage de l'exploitation